# Alijassa notata
Alijassa notata är en spindelart som först beskrevs av Eugen von Keyserling 1881.  Alijassa notata ingår i släktet Alijassa och familjen spökspindlar.
Artens utbredningsområde är Peru. Inga underarter finns listade i Catalogue of Life.